# Roos Ouwehand
 (janvier 2019).
Si vous disposez d'ouvrages ou d'articles de référence ou si vous connaissez des sites web de qualité traitant du thème abordé ici, merci de compléter l'article en donnant les références utiles à sa vérifiabilité et en les liant à la section « Notes et références ».
Roos Ouwehand, née le 28 octobre 1968 à Leidschendam, est une actrice, scénariste, écrivaine et femme de lettres néerlandaise.

## Filmographie

### Cinéma
- 1995 : Filmpje! (nl) : Marie Louise de Rooy
- 1996 : Advocaat van de hanen (nl) : Roxanne
- 1998 : Het 14e kippetje (nl) : Aafje
- 2004 : Amazones (nl) : Natasja
- 2005 : Leef! (nl) : Sybille
- 2005 : Het mysterie van de sardine (nl) : Marjolein
- 2008 : TBS (nl) : La kidnappée thérapeute
- 2010 : Schemer (nl) : Anna
- 2012 : Mike dans tous ses états (De groeten van Mike!) : La juge des enfants
- 2013 : Spijt!: Mère de David
- 2013 : APP (nl) : Iris
- 2014 : Assepoester: Een Modern Sprookje (nl) : Rijke dame
- 2018 : Doris : Sarah

### Téléfilms
- 1993 : Coverstory (nl) : La bibliothécaire
- 1994 : Seth & Fiona (nl) : La fille d'Arend van der Valk
- 1995 : de Buurtsuper (nl) : Carly
- 1998 : Zeeuws Meisje (nl) : Fille de Meisje
- 1999 : Baantjer : Louise van Staveren-Harinxma
- 2002 : Russen (nl) : Petra Krijgsman
- 2003 : Ernstige Delicten (nl) : Clarissa van Gennep
- 2005 : Keyzer & De Boer Advocaten : Hannah de Swaan (2005-2008)
- 2006 : Van Speijk : Elsemieke
- 2006 : Waltz (nl) : La femme
- 2009 : Annie M.G. (nl) : Jeanne
- 2010 : 'Bloedverwanten (nl) : Mylene Mortanges
- 2010 : Den Uyl en de affaire Lockheed (nl): La prinsesse Beatrix
- 2010 : De bende van Sjako (nl) : Wilma Muller
- 2010 : 'Iedereen is gek op Jack (nl) : Chantal
- 2011 : Flikken Maastricht : Nora van der Geest
- 2011 : Verborgen Gebreken (nl) : Emilie Hendriks
- 2016 : Vlucht HS13 (nl) : Marieke Kraamer-de Bruin

### Scénariste
- 2013-2018 : Doris (nl)
- 2014 : Assepoester: Een Modern Sprookje (nl)
- 2015 : Sneeuwwitje en de zeven kleine mensen (nl)
- 2016 : De Prinses op de Erwt: Een Modern Sprookje (nl)
- 2016 : Bouquetreeks De Film: Trots & Verlangen
- 2018 : Oogappels (nl)
- 2019 : Mi Vida (nl)

## Théâtre
- 1988 : Voorjaarsontwaken
- 1991 : Antigone
- 1992 : De vrouw van de zee
- 1992 : Bergtaal / Party time
- 1993 : Elisabeth II
- 1994 : Ilias
- 1995 : 't Is geen vioolconcert
- 1995 : Momenten van geluk
- 1996 : Licht
- 1997 : Een soort Hades
- 1998 : De Drang
- 1998 : Oom Wanja
- 1999 : De Cid
- 2000 : The massacre at Paris
- 2009 : De God van de Slachting
- 2010 : De Drang
- 2010 : De Ideale vrouw
- 2011 : Augustus Oklahoma : Karen Weston